# El Cairo (kommun)
El Cairo är en kommun i Colombia.   Den ligger i departementet Valle del Cauca, i den centrala delen av landet, 240 km väster om huvudstaden Bogotá. Antalet invånare är 9 356. Arean är 283 kvadratkilometer.
Terrängen i El Cairo är bergig åt nordväst, men åt sydost är den kuperad.